# Zachaeus orchimonti
Zachaeus orchimonti is een hooiwagen uit de familie echte hooiwagens (Phalangiidae).